# Krampen, Närke
Krampen är en sjö i Askersunds kommun i Närke och ingår i Motala ströms huvudavrinningsområde. Sjön är 5 meter djup, har en yta på 0,0519 kvadratkilometer och är belägen 120 meter över havet.